# Ivan Karić
Ivan Karić (en serbe cyrillique : Иван Карић ; né le 19 septembre 1975 à Obrenovac) est un homme politique serbe. Il est président des Verts de Serbie et député à l'Assemblée nationale de la République de Serbie.

## Biographie
Après des études secondaires à l'école de géologie, d'hydrologie et de météorologie Milutin Milanković, Ivan Karić étudie à la Facultés des mines et de géologie de l'Université de Belgrade, dont il sort diplômé. Chargé de participer à la lutte contre les inondations à Belgrade, il achève un master à la Faculté de géologie appliquée « Futura » de l'Université Singidunum.
De 2002 à 2008, il est directeur adjoint du Fonds de protection environnementale de la municipalité d'Obrenovac (en serbe : Fond za zaštitu životne sredine opštine Obrenovac) ; dans ce cadre, il lance des projets et des études, dont un cadastre de la pollution et un cadastre de l'érosion et des glissements de terrain ainsi qu'un projet de station d'épuration des eaux usées ; il met en place un système automatique de surveillance de la pollution et de la qualité de l'air, dont les données sont mises à la disposition de la population en temps réel.
Sur le plan politique, Ivan Karić est président des Verts de Serbie, un mouvement écologiste fondé en 2007. Lors des élections législatives serbes de 2012, il figure sur la liste de la coalition Un choix pour une vie meilleure, soutenue par le président de la République Boris Tadić et emmenée par le Parti démocratique (DS), ce qui lui vaut de devenir député à l'Assemblée nationale de la République de Serbie.
À l'assemblée, il est inscrit au groupe parlementaire du DS. Il participe aux travaux de la Commission de la protection de l'environnement et, en tant que membre suppléant, à ceux de la Commission de la santé et de la famille.
Ivan Karić vit à Obrenovac ; il est marié et père d'un enfant. Il est l'auteur de nombreux articles et publications scientifiques ; il a participé à des conférences et à des réunions, aussi bien en Serbie qu'à l'étranger.